# Großer Stöckberg
Großer Stöckberg ist ein mit Verordnung des Regierungspräsidiums Tübingen vom 21. Dezember 1994 ausgewiesenes Naturschutzgebiet mit der Nummer 4.251.

## Lage
Das Naturschutzgebiet befindet sich in den Naturräumen Mittlere Kuppenalb und Mittlere Flächenalb. Es handelt sich um eine Bergkuppe etwa 700 Meter nordwestlich des Ortsteils Oberstetten der Gemeinde Hohenstein. Das Schutzgebiet ist Teil des FFH-Gebiets Nr. 7621-341 Gebiete um Trochtelfingen.

## Schutzzweck
Laut Verordnung ist der Schutzzweck
- die Erhaltung einer durch Hecken und Feldgehölze reich strukturierten und für die Mittlere Kuppenalb landschaftstypischen Bergkuppe, die mit ihren Wiesen und Ackerflächen, den dazwischen liegenden Halbtrockenrasen und einem angrenzenden Tümpel eine besonders reichhaltige naturhafte Ausstattung aufweist,
- die Erhaltung, Pflege und Verbesserung der Hecken, Feldgehölze, Mähwiesen unterschiedlicher Ausprägung und Halbtrockenrasen als Lebensraum einer artenreichen Vogel- und Kleintierwelt, insbesondere der Tagfalter und Heuschreckenzönosen, darunter seltene und in ihrem Bestand gefährdete Arten,
- die Sicherung des vielfältigen Biotopmosaiks zur Erhaltung des reizvollen Landschaftsbildes,
- die Erhaltung, Pflege und Verbesserung des Großen Stöckbergs als Refugium für die Pflanzen- und Tierwelt in der umgebenden Agrarlandschaft.

## Flora und Fauna
Im Gebiet wurden etwa 190 Gefäßpflanzen nachgewiesen, eine floristische Besonderheit stellt die in Mitteleuropa seltene Schmalblättrige Wiesenraute dar. Von den 46 Vogelarten sind die gefährdeten Arten Baumpieper, Neuntöter, Dorngrasmücke und Weidenmeise zu nennen. Im Gebiet wurden bisher 36 Tagfalterarten registriert. Dazu zählt der in Deutschland vom Aussterben bedrohte Weißdolch-Bläuling sowie der stark gefährdete Quendel-Ameisenbläuling.